# Chthonius minous
Chthonius minous är en spindeldjursart som beskrevs av Volker Mahnert 1980. Chthonius minous ingår i släktet Chthonius och familjen käkklokrypare.

## Underarter
Arten delas in i följande underarter:
- C. m. minous
- C. m. peramae